# Coolidge (Géorgie)
Pour les articles homonymes, voir Coolidge.
Coolidge est une ville américaine située dans le comté de Thomas, en Géorgie. Selon le recensement de 2020, sa population est de 528 habitants.